# Rae (gemeente)
Rae (Estisch: Rae vald) is een gemeente in de Estlandse provincie Harjumaa. De gemeente telde 24.902 inwoners op 1 januari 2024 en heeft een oppervlakte van 206,78 vierkante kilometer. De hoofdplaats van de landgemeente is Jüri.
Bij Vaskjala ligt een stuwmeer in de rivier Pirita. Het Vaskjala-Ülemistekanaal levert water aan het Ülemistemeer, het belangrijkste drinkwaterreservoir van de Estische hoofdstad Tallinn.
De spoorlijn Tallinn - Narva loopt door Rae. Lagedi heeft een station aan de lijn.

## Plaatsen
De gemeente heeft:
- vijf plaatsen met de status van vlek (Estisch: alevik): Assaku, Jüri, Lagedi, Peetri en Vaida;
- 27 plaatsen met de status van dorp (Estisch: küla): Aaviku, Aruvalla, Järveküla, Kadaka, Karla, Kautjala, Kopli, Kurna, Lehmja, Limu, Pajupea, Patika, Pildiküla, Rae, Salu, Seli, Soodevahe, Suuresta, Suursoo, Tuulevälja, Ülejõe, Urvaste, Uuesalu, Vaidasoo, Vaskjala, Veneküla en Veskitaguse.

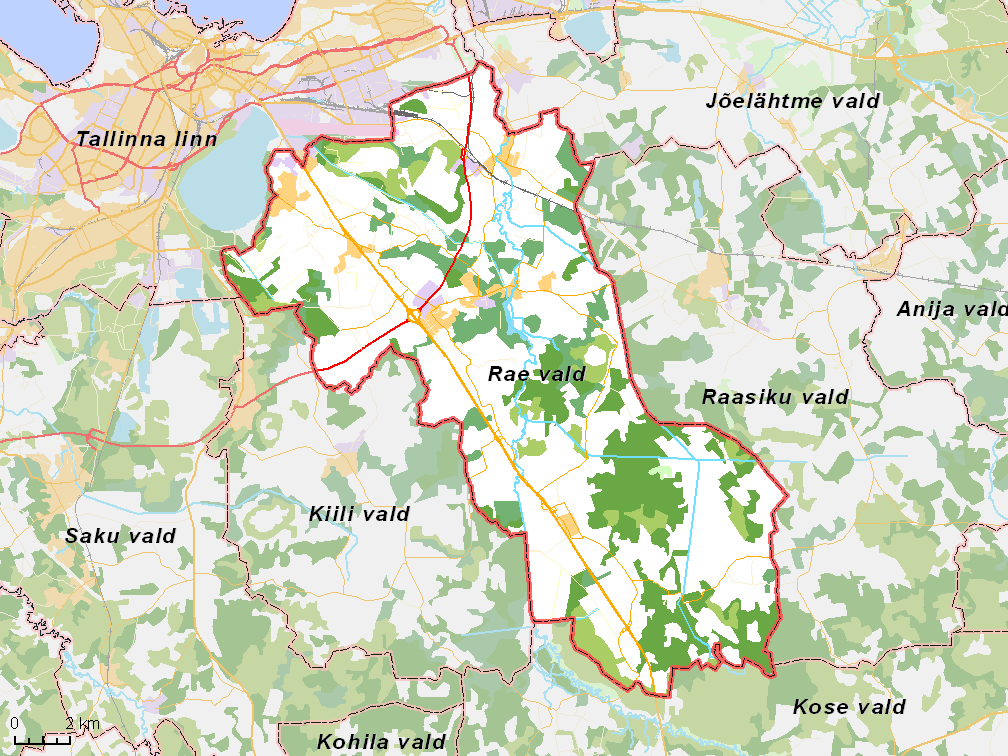
De gemeente met omliggende gemeenten

Stadsgemeenten: Keila · Loksa · Maardu · Tallinn

Landgemeenten: Anija · Harku · Jõelähtme · Kiili · Kose · Kuusalu · Lääne-Harju · Raasiku · Rae · Saku · Saue vald · Viimsi